# 農大南路駅
農大南路駅（のうだいなんろえき）は中華人民共和国北京市海淀区にある、北京地下鉄16号線の駅。

## 歴史
- 2013年12月10日 - 工事名は「肖家河駅」と決定[1]。
- 2017年12月30日 - 開業[2]。

## 駅構造

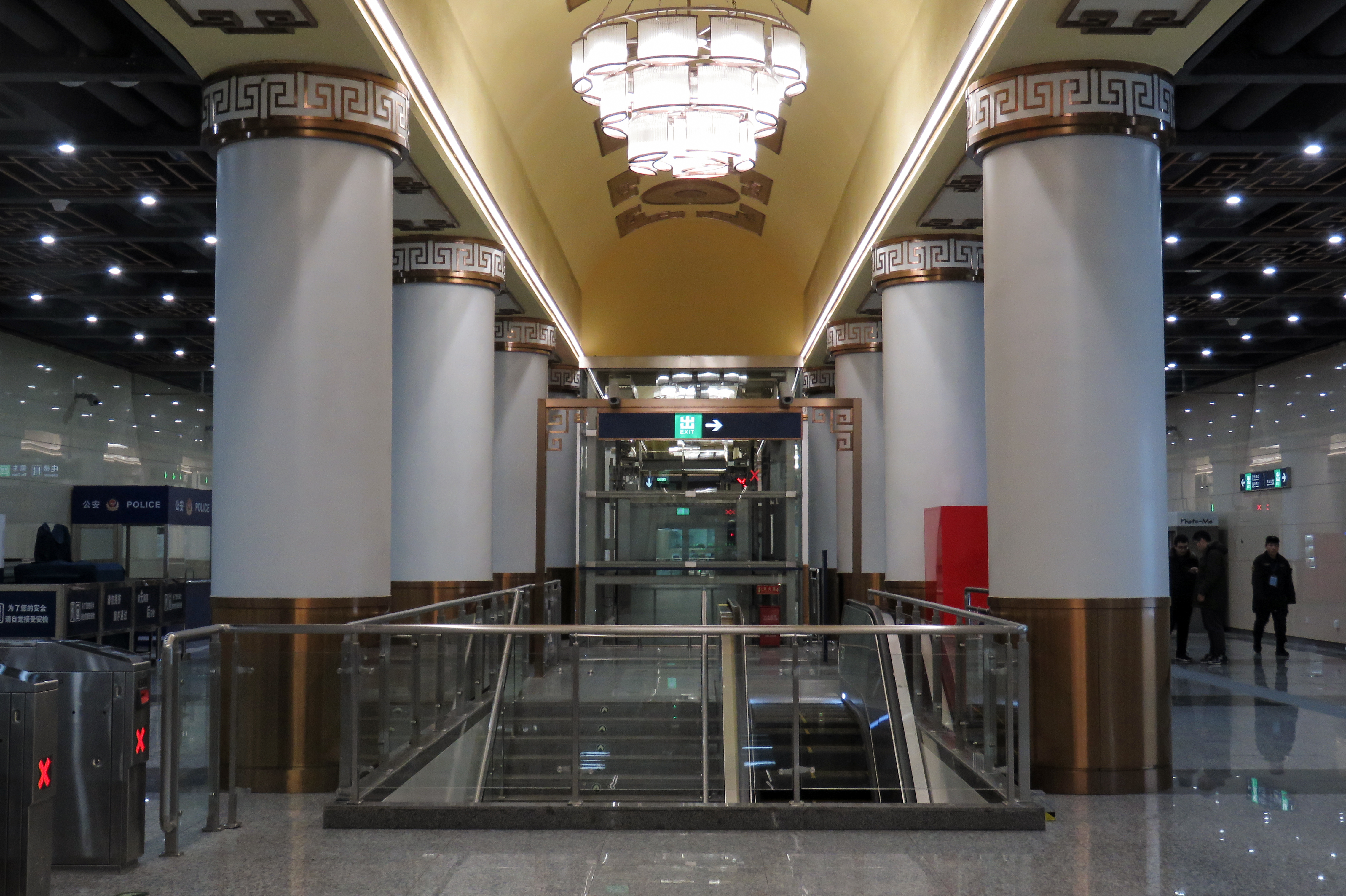
改札階

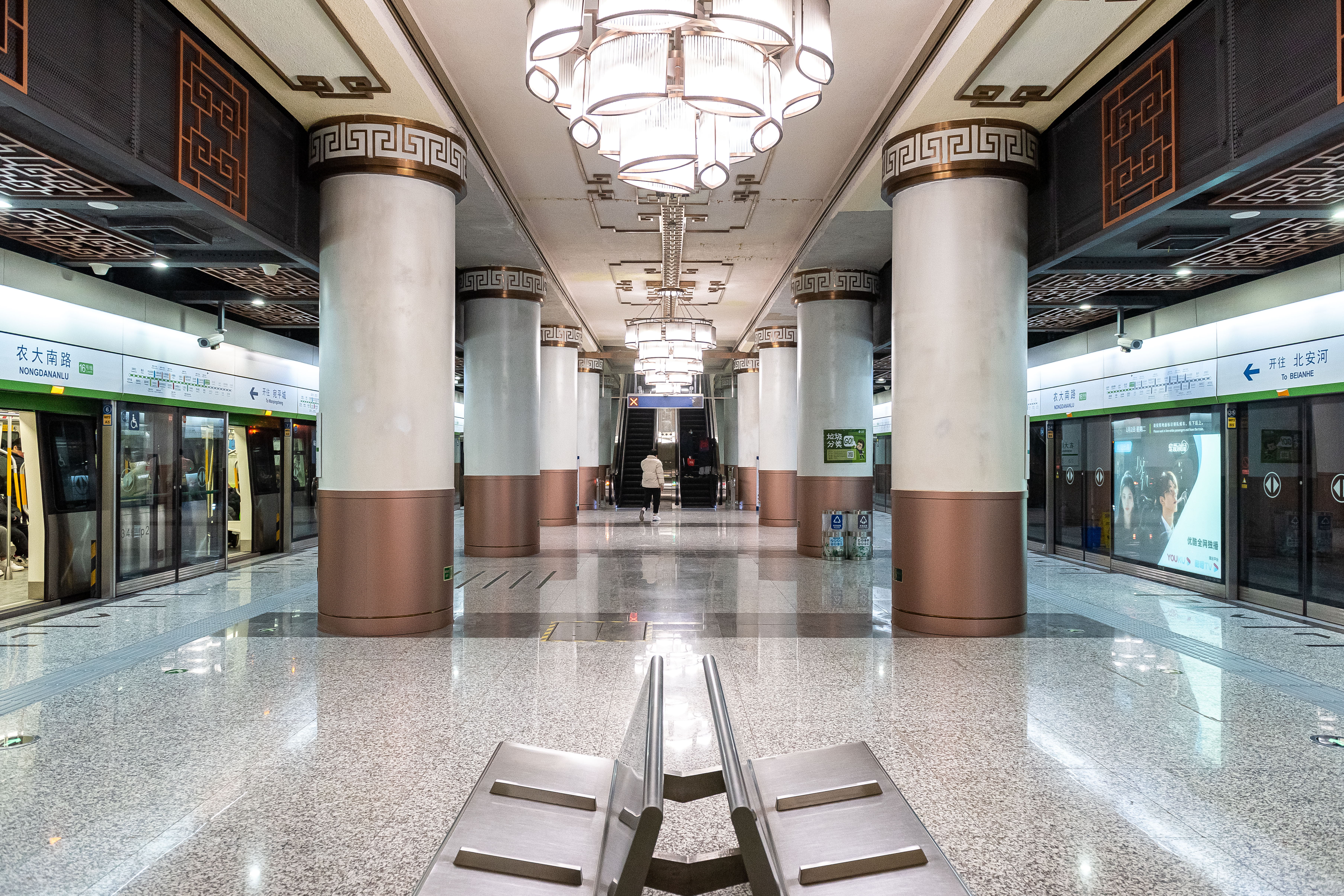
プラットホーム

円明園西路に沿った地下駅。地下1階が改札階、地下2階がホーム階である。改札階の幅は最大19.7mあり、ホームは幅12mの島式1面2線を有する。出口はA・B・C・Dの4箇所設けられている。

### のりば
案内上ののりば番号は設定されていない。
| 北方向 | 16号線 | 馬連窪・北安河方面 |
| 南方向 | 16号線 | 西苑方面           |

## 駅周辺
- 中国農業大学西キャンパス
- 中国農業科学院植物保護研究所
- 中国農業大学附属中学
- 北京農業大学附属小学
- 北京建設大学
- 北京大学附属小学（中国語版）（肖家河分校）

## 隣の駅
北京地下鉄
 16号線
馬連窪駅 - 農大南路駅 - 西苑駅